# Catantopsilus ugandanus
Catantopsilus ugandanus är en insektsart som först beskrevs av Boris Petrovich Uvarov 1923.  Catantopsilus ugandanus ingår i släktet Catantopsilus och familjen gräshoppor. Inga underarter finns listade i Catalogue of Life.